# Samantha Ceroni
Samantha Ceroni (Ponte San Pietro, 26 febbraio 1973) è un'allenatrice di calcio ed ex calciatrice italiana, di ruolo difensore.

## Palmarès

### Giocatrice
- Campionato italiano: 2

Lazio:
Milan: 1998-1999
- Supercoppa italiana: 4

Milan: 1998, 1999
Torres: 2004
Fiammamonza: 2006
- Serie A2 (calcio femminile): 1

Brescia: 2008-2009